# Consell Regional d'Alta Normandia
El Consell regional de l'Alta Normandia és una assemblea elegida que dirigeix la regió de l'Alta Normandia. Actualment és presidit per Alain Le Vern. Està format per 55 membres (38 pel departament del Sena Marítim i 17 pel d'Eure) elegits cada sis anys.
La seu és a Rouen, a l'antiga caserna Jeanne d'Arc, construïda a finals del segle xviii i agrandida el 2002 per a acollir els serveis del Consell Regional.

## Presidents del consell regional
| Data d'elecció                           | Identitat         | Partit |
| ---------------------------------------- | ----------------- | ------ |
| 1974                                     | Jean Lecanuet     | CD     |
| 1974-1981                                | André Bettencourt | RI     |
| 1981-1982                                | Laurent Fabius    | PS     |
| 1982                                     | Tony Larue        | PS     |
| 1982-1992                                | Roger Fossé       | RPR    |
| 1992-1998                                | Antoine Rufenacht | RPR    |
| 1998                                     | Jean-Paul Gauzès  | RPR    |
| 1998-                                    | Alain Le Vern     | PS     |
| les dades anteriors no són pas conegudes |                   |        |
|                                          |                   |        |

## Composició del Consell regional

### Eleccions regionals de 2010
| Cap de llista | Cap de llista    | Llista               | Primera volta | Primera volta | Segona volta | Segona volta | Escons | Escons |
| Cap de llista | Cap de llista    | Llista               | #             | %             | #            | %            | #      | %      |
| ------------- | ---------------- | -------------------- | ------------- | ------------- | ------------ | ------------ | ------ | ------ |
|               | Alain Le Vern*   | PS i aliats          | 199 345       | 34,87         | 346 633      | 55,10        | 37     | 67,27  |
|               | Claude Taleb     | EÉ - Cap21           | 52 164        | 9,12          | 346 633      | 55,10        | 37     | 67,27  |
|               | Sébastien Jumel  | FG - R&S             | 47 959        | 8,39          | 346 633      | 55,10        | 37     | 67,27  |
|               | Bruno Le Maire   | Majoria presidencial | 142 927       | 25,00         | 193 126      | 30,70        | 12     | 21,82  |
|               | Nicolas Bay      | FN                   | 67 419        | 11,79         | 89 332       | 14,20        | 6      | 10,91  |
|               | Danielle Jeanne  | MoDem                | 16 460        | 2,88          |              |              |        |        |
|               | Christine Poupin | NPA                  | 14 633        | 2,56          |              |              |        |        |
|               | Brigitte Briere  | DLR - CNI            | 10 237        | 1,79          |              |              |        |        |
|               | Carl Lang        | PDF                  | 8 363         | 1,46          |              |              |        |        |
|               | Bernard Frau     | AEI                  | 6 487         | 1,13          |              |              |        |        |
|               | Gisèle Lapeyre   | LO                   | 5 686         | 0,99          |              |              |        |        |
|               |                  |                      |               |               |              |              |        |        |
| Inscrits      | Inscrits         | Inscrits             | 1 278 914     | 100,00        | 1 279 418    | 100,00       |        |        |
| Abstencions   | Abstencions      | Abstencions          | 685 811       | 53,62         | 626 954      | 49,00        |        |        |
| Votants       | Votants          | Votants              | 593 103       | 46,38         | 652 464      | 51,00        |        |        |
| Blancs i nuls | Blancs i nuls    | Blancs i nuls        | 21 432        | 3,61          | 23 373       | 3,58         |        |        |
| Vàlids        | Vàlids           | Vàlids               | 571 680       | 96,39         | 629 091      | 96,42        |        |        |

* llista del president sortint

### Eleccions regionals de 2004

#### Primera volta
|           | Nombre    | % inscrits |
| --------- | --------- | ---------- |
| Inscrits  | 1 219 875 | 100,00%    |
| Abstenció | 463 160   | 37,97%     |
| Votants   | 756 715   | 62,03%     |

|               | Nombre  | % votants |
| ------------- | ------- | --------- |
| Blancs i nuls | 32 864  | 4,34%     |
| Vàlids        | 723 851 | 95,66%    |

| Llista                 | Cap de llista                | Voix    | % vàlids | Estatut             |
| ---------------------- | ---------------------------- | ------- | -------- | ------------------- |
| UMP                    | Antoine Rufenacht            | 153 089 | 21,15%   | Votació             |
| FN                     | Dominique Chaboche           | 115 183 | 15,91%   | Votació             |
| LCR - LO               | Christine Poupin             | 40 434  | 5,59%    | Fusionable          |
| PS - PCF - PRG - Verts | Alain Le Vern                | 281 314 | 38,86%   | Votació             |
| UDF                    | Hervé Morin                  | 90 505  | 12,50%   | Votació             |
| MNR                    | Philippe Foucher-Saillenfest | 13 124  | 1,81%    | No passa a 2a volta |
| Ecologistes            | Bernard Frau                 | 30 202  | 4,17%    | No passa a 2a volta |

#### Segona Volta
|           | Nombre    | % inscrits |
| --------- | --------- | ---------- |
| Inscrits  | 1 220 006 | 100,00%    |
| Abstenció | 419 727   | 34,40%     |
| Votants   | 800 279   | 65,60%     |

|               | Nombre  | % votants |
| ------------- | ------- | --------- |
| Blancs i nuls | 25 623  | 3,20%     |
| Vàlids        | 774 656 | 96,80%    |

| Llista                     | Cap de llista      | Voix    | % vàlids | Escons |
| -------------------------- | ------------------ | ------- | -------- | ------ |
| UMP - UDF                  | Antoine Rufenacht  | 253 480 | 32,72%   | 13     |
| FN                         | Dominique Chaboche | 113 013 | 14,59%   | 6      |
| PS - PCF - Les Verts - PRG | Alain Le Vern      | 408 163 | 52,69%   | 36     |